# Langdon Hills
Langdon Hills – miasto w Anglii, w hrabstwie Essex, w dystrykcie Basildon. Leży 20 km na południe od miasta Chelmsford i 39 km na wschód od Londynu.